# 香港2009年度授勳及嘉獎名單
香港2009年授勳名單，2009年7月1日於憲報刊登，共有444人授勳及嘉獎，這是香港回歸以來第12份授勳名單。授勳典禮於10月17日在禮賓府舉行。

## 授勳及嘉獎名單

### 大紫荊勳章
- 唐英年先生，大紫荊勳賢，GBS，JP
- 夏利萊博士，大紫荊勳賢，GBS，JP
- 任志剛先生，大紫荊勳賢，GBS，JP

### 金紫荊星章
- 林瑞麟議員，GBS，JP
- 李少光議員，GBS，IDSM，JP
- 周一嶽議員，GBS，JP
- 史美倫議員，GBS，JP
- 張炳良議員，GBS，JP
- 張學明議員，GBS，JP
- 司徒冕副庭長，GBS（The Honourable Mr. Justice Michael STUART-MOORE, G.B.S.）
- 何鑄明先生，GBS，JP
- 蔡志明博士，GBS，JP
- 戴婉瑩女士，GBS，JP
- 伍沾德博士，GBS
- 馬時亨先生，GBS

### 銀紫荊星章
- 李華明議員，SBS，JP
- 李國麟議員，SBS，JP
- 梁智仁教授，SBS，JP
- 陳振彬先生，SBS，JP
- 尹德勝先生，SBS，JP
- 梁黃文璿女士，SBS，JP
- 潘存恩博士，SBS，JP
- 盧文端先生，SBS，JP
- 何光偉先生，SBS，JP
- 余若海先生，SBS，SC，JP
- 余熾鏗先生，SBS，JP
- 李李嘉麗女士，SBS，JP
- 林超英先生，SBS，JP
- 邱霜梅博士，SBS，JP
- 柯清輝先生，SBS，JP
- 洪祖杭先生，SBS，JP
- 高靜芝女士，SBS，JP
- 張孝威先生，SBS，JP
- 梁廣灝工程師，SBS，JP
- 楊森先生，SBS，JP[註 1]
- 楊顯中博士，SBS，JP
- 霍泰輝教授，SBS，JP
- 簡文樂博士，SBS，JP
- 譚榮邦先生，SBS，JP
- 馬介璋博士，SBS
- 葉樹林博士，SBS
- 林樹哲先生，SBS
- 劉迺強先生，SBS

### 紀律部隊及廉政公署卓越獎章
香港警察卓越獎章
- 張肇華先生，PDSM
- 劉志強先生，PDSM
- 鄧甘滿先生，PDSM
- 何國佳先生，PDSM（Mr. Blaine Stewart HOGGARD, P.D.S.M.）

香港消防事務卓越獎章
- 吳邦來先生，FSDSM
- 黎文軒先生，FSDSM

香港入境事務卓越獎章
- 陳國基先生，IDSM

香港海關卓越獎章
- 歐陽可樂先生，CDSM
- 譚耀強先生，CDSM

香港懲教事務卓越獎章
- 應國正先生，CSDSM

### 銅紫荊星章
- 孫啟昌先生，BBS，MH，JP
- 江焯開先生，BBS，MH，JP
- 李國英先生，BBS，MH，JP
- 許宗盛先生，BBS，MH，JP
- 劉展灝先生，BBS，MH，JP
- 盧偉國博士，BBS，MH，JP
- 鍾樹根先生，BBS，MH，JP
- 方和先生，BBS，JP
- 方敏生女士，BBS，JP
- 吳恒廣先生，BBS，JP
- 呂慧瑜女士，BBS，JP
- 張仁良教授，BBS，JP
- 梁永祥先生，BBS，JP
- 陳麥潔玲女士，BBS，JP
- 陳錦祥先生，BBS，JP
- 溫悅球先生，BBS，JP
- 劉志宏博士，BBS，JP
- 潘國濂先生，BBS，JP
- 鄭文耀先生，BBS，JP
- 賴福明醫生，BBS，JP
- 關柏林先生，BBS，JP
- Mr. Motwani Kewalram SITAL，BBS，JP
- 吳萬強先生，BBS，MH
- 周玉堂先生，BBS，MH
- 莫錦貴先生，BBS
- 高威林先生，BBS，MH
- 陳浩才先生，BBS，MH
- 黃權威先生，BBS，MH
- 黎明先生，BBS，MH
- 白從善先生，BBS（Mr. Charles William Cairns BARR, B.B.S.）
- 李榮先生，BBS
- 狄靳詩雅女士，BBS（Ms. Nilmini DISSANAYAKE, B.B.S.）
- 周廖鳳儀女士，BBS
- 孫淑儀女士，BBS
- 馬清鏗先生，BBS
- 許誠毅先生，BBS
- 許學之先生，BBS
- 郭羅桂珍女士，BBS
- 趙莉莉醫生，BBS
- 劉少榮先生，BBS
- 歐陽桂慧敏女士，BBS
- 蕭世和先生，BBS
- 顏顏寶鈴女士，BBS

### 銅英勇勳章
- 陳樹基先生，MBB

### 紀律部隊及廉政公署榮譽獎章
香港警察榮譽獎章
- 高富士先生，PMSM（Mr. Michael Rex DEMAID-GROVES, P.M.S.M.）
- 文志洪先生，PMSM
- 吳世權先生，PMSM
- 吳國榮先生，PMSM
- 岑英豪先生，PMSM
- 林建強先生，PMSM
- 張永傑先生，PMSM
- 梁寶德先生，PMSM
- 盛培芬先生，PMSM
- 陳偉剛先生，PMSM
- 陳耀恩先生，PMSM
- 黃梅潔女士，PMSM
- 黃瑞發先生，PMSM
- 靳敦賢先生，PMSM（Mr. David Michael GUNTON, P.M.S.M.）
- 劉振強先生，PMSM
- 鄧志明先生，PMSM
- 盧偉聰先生，PMSM
- 穆敬賢先生，PMSM（Mr. Richard Henry MORGAN, P.M.S.M.）
- 賴炳良先生，PMSM
- 戴律持先生，PMSM（Mr. Stephen Barry TARRANT, P.M.S.M.）

香港消防事務榮譽獎章
- 何顯基先生，FSMSM
- 李錦威先生，FSMSM
- 林達華先生，FSMSM
- 袁國強先生，FSMSM
- 張溢昌先生，FSMSM
- 鄭建民先生，FSMSM
- 羅紹衡先生，FSMSM

香港入境事務榮譽獎章
- 胡鄭寶蓮女士，IMSM
- 梁偉光先生，IMSM
- 陳樑玉先生，IMSM
- 葉劍坤先生，IMSM

香港海關榮譽獎章
- 方大維先生，CMSM
- 李振輝先生，CMSM
- 張志剛先生，CMSM
- 黃錦漢先生，CMSM

香港懲教事務榮譽獎章
- 王啟祖先生，CSMSM
- 曹榮華先生，CSMSM
- 陳超男先生，CSMSM
- 曾國偉先生，CSMSM
- 黃笑芬女士，CSMSM

香港廉政公署榮譽獎章
- 蘇永強先生，IMS

### 榮譽勳章
- 黃美美博士，MH，JP
- 鍾蔭祥先生，MH，JP
- 張永森先生，MH，JP
- 傅浩堅教授，MH，JP
- 何顯明先生，MH
- 林玉珍女士，MH
- 潘小屏女士，MH
- 盧佩珍女士，MH
- 李錦明先生，MH
- 曾向群先生，MH
- 潘進源先生，MH
- 龔栢祥先生，MH
- 余翠怡女士，MH
- 宋偉澄先生，MH
- 林祿榮先生，MH
- 邱錦平先生，MH
- 劉陳玉蓮女士，MH
- 盧家亮先生，MH
- 尤聲普先生，MH
- 王兆生先生，MH
- 王齊樂先生，MH
- 王橋慶先生，MH
- 吳慧儀女士，MH
- 李光雄博士，MH
- 李香江先生，MH
- 李德榮先生，MH
- 李樹洪先生，MH
- 周家寶先生，MH
- 岳思理先生，MH（Mr. Douglas Charles OXLEY, M.H.）
- 林李婉冰女士，MH
- 林沛德女士，MH
- 胡兆英先生，MH
- 茹國烈先生，MH
- 袁啟順先生，MH
- 區月晶女士，MH
- 張興來先生，MH
- 梁理成先生，MH
- 莫世民先生，MH
- 許華傑先生，MH
- 郭錦華先生，MH
- 陳協平先生，MH
- 陳錦梅女士，MH
- 黃天喜先生，MH
- 黃詩麗女士，MH
- 葉振國先生，MH
- 鄒銓恩先生，MH
- 趙華娟女士，MH
- 劉祉鋒先生，MH
- 潘文光先生，MH
- 潘廣釗先生，MH
- 蔡關穎琴女士，MH
- 黎勤先生，MH
- 黎維鑫先生，MH
- 蕭國健博士，MH
- 賴文彬先生，MH
- 錢棣華先生，MH
- 藍國慶先生，MH
- 羅嘉穗女士，MH
- 蘇超邦先生，MH

### 行政長官社區服務獎狀
- 林煥光先生，GBS，JP
- 張偉麟醫生，JP
- 黃福根先生
- 楊福琪女士
- 鄧志豪先生
- 蘇炤成先生
- 伍偉傑先生，BBS
- 程棣妍女士，MH
- 劉楚釗醫生，MH
- 刁敏兒女士
- 尹淑玲女士
- 尹錦安先生
- 文趙康先生
- 方兆寅醫生
- 方芷君女士
- 王紹強先生
- 古龍沙美娜醫生（Dr. Sharmila GURUNG）
- 朱明先生
- 朱淑儀醫生
- 何栢良醫生
- 何遠芳醫生
- 何錦兒女士
- 吳嵩先生
- 吳愛玲女士
- 吳慧英女士
- 李細燕女士
- 李萍女士
- 李錦滔教授
- 李艷芬女士
- 沙飛露先生（Mr. Farooq SAEED）
- 沙惠良醫生
- 沈潔醫生
- 周育賢醫生
- 周佩敏女士
- 周家偉先生
- 周展聞醫生
- 林根蘇先生
- 林惠龍女士
- 林毓瑤先生
- 林灝明先生
- 胡德超醫生
- 胡潔瑩博士
- 范仁垂先生
- 韋姚守玉女士
- 唐漢軍醫生
- 徐漢科醫生
- 袁海星先生
- 高兆祺醫生
- 區仲恩女士
- 區鼎華醫生
- 常安惠女士
- 張小華女士
- 張雪儀女士
- 張葉聲先生
- 梁國穗教授
- 梁興強先生
- 畢李明女士
- 許美芬女士
- 郭永昌先生
- 郭海瑩女士
- 陳丹女士
- 陳仲海先生（Mr. Stanley Jose GARCIA）
- 陳杏女士
- 陳東岳先生
- 陳金婷女士
- 陳建偉博士
- 陳健文先生
- 陳焜鏞先生
- 陳嘉麗醫生
- 陳爾亨醫生
- 陳德勝醫生
- 陳慶明先生
- 陳潔冰女士
- 陳龔偉瑩女士
- 麥詠儀女士
- 麥顯坤先生
- 曾家傑先生
- 曾德賢醫生
- 曾潔雯博士
- 黃長江先生
- 黃俊華醫生
- 黃海薇女士
- 黃國彬教授
- 黃陳麗群女士
- 黃錦文先生
- 葉佩靈女士
- 葉雯醫生
- 董惠明先生
- 熊思方醫生
- 趙崇幗女士
- 劉少懷醫生
- 劉炳發先生
- 劉敏昌先生
- 劉雲傑先生
- 潘新標先生
- 蔡銘博先生
- 蔡曉慧女士
- 鄭兆康先生
- 鄭信恩醫生
- 鄧寧醫生
- 黎梁笑群女士
- 鄺來興先生
- 羅志強先生
- 羅宜昌醫生
- 羅淑兒博士
- 譚華漢先生
- 關少琼醫生
- 關重礎先生
- Mrs. Neena PUSHKARNA
- Mr. John Phillip RIDLEY
- Mr. Gulzar Hussain SAGAR

### 行政長官公共服務獎狀
- 曾昭義醫生，JP
- 曾浩輝醫生，JP
- 梁栢賢醫生，JP
- 劉明光先生，JP
- 黎潔廉醫生，JP
- 鍾小玲女士，JP
- 譚麗芬醫生，JP
- 胡偉雄機長，MBS
- 古樹鴻先生，PDSM
- 周廣先生，CDSM
- 陳詠梅博士，IDSM
- 單日堅先生，CSDSM
- 曾偉雄先生，PDSM
- 丁沛東機長，MBB
- 何鳳翔先生，MBB
- 鄭家華先生，MBB
- 鄧成東機長，MBB
- 柳敦先生，PMSM（Mr. James Gerard LANGTON, P.M.S.M.）
- 鄭淑珍女士，PMSM
- 譚偉綸先生，CMSM
- 孫貴良先生
- 陳嘉章先生
- 蔡德文先生
- 譚錫揚先生
- 孔蕃佳先生
- 朱志寶先生
- 朱家銘先生
- 江效良先生
- 何嘉業先生
- 余炳華先生
- 吳其泰先生
- 李子健先生
- 李再唐先生
- 李炳友先生
- 李振傑先生
- 李敏碧醫生
- 李華柱先生
- 李澤民先生
- 李觀勝先生
- 周建海先生
- 林子惟先生
- 林孝俊先生
- 林國華先生
- 林綽源先生
- 林鄺泗蓮女士
- 姚志忠先生
- 施永遠先生
- 柳志德先生
- 倪麗萍女士
- 唐啟恩先生
- 容寶樹先生
- 殷向華先生
- 殷靜儀女士
- 袁子健先生
- 袁家耀醫生
- 袁潔萍女士
- 袁鑑棠先生
- 高文彤女士
- 婁頴濤機長
- 張德華先生
- 張耀敦先生
- 梁志雄先生
- 梁建文先生
- 梁科文先生
- 梁韋洛先生
- 梁淦章先生
- 梁瑋江先生
- 梁榮武先生
- 莫天娜醫生
- 莫永強先生
- 莫昭友醫生
- 許浩銘先生
- 許偉成先生
- 許培道先生
- 許澤霖先生
- 郭永雄先生
- 郭有定先生
- 郭志鈞先生
- 郭健民先生
- 郭梅英女士
- 陳兆君先生
- 陳孟麟先生
- 陳威林先生
- 陳威豪先生
- 陳述華醫生
- 陳倪毓英女士
- 陳家任先生
- 陳恩明先生
- 陳浩樑先生
- 陳偉明先生
- 陳健雄先生
- 陳國昌先生
- 陳國超先生
- 陳嘉樂先生
- 麥力高先生（Mr. Iain Fraser MCNICOL）
- 麥志聰先生
- 麥蕙霞女士
- 斐博歷先生（Mr. Brett McEwan FREE）
- 游坤偉先生
- 馮寶賢機長
- 黃志雄先生
- 黃明達先生
- 黃鎮業先生
- 楊國仲博士
- 楊煥明先生
- 溫錦明先生
- 葉志強先生
- 葉致泉先生
- 葉國安先生
- 葉智強先生
- 葉潤宏先生
- 鄒玉華先生
- 雷敬民先生
- 廖偉麟先生
- 翟國威先生
- 趙雨偉先生
- 劉偉健先生
- 劉鑑深先生
- 鄭國柱先生
- 鄭煥傑先生
- 鄧慧雲女士
- 黎永勤女士
- 霍偉豐先生
- 薛漢宗獸醫
- 鍾懷啟女士
- 簡迪文先生（Mr. Martin CADMAN）
- 簡連富先生
- 藍偉文醫生
- 羅焯寧先生
- 羅鳳屏女士
- 譚棣強先生
- 關志剛先生
- 關勝穩先生
- 關雄熹先生
- 蘇志安先生
- 蘇德程先生